# Вествик
Заливът Вествик (на норвежки: Vestvika; на английски: Vestvika Bay) е залив в югоизточната част на море Рисер-Ларсен, част от акваторията на Индоокеанския сектор на Южния океан, край бреговете на Източна Антарктида, Бреговете Принцеса Ранхилда и Принц Харалд на Земя кралица Мод. Простира се на 60 km западно от полуостров Рисер-Ларсен, а се вдава се в континента на 50 km.
Заливът Вествик е открит и заснет от въздуха чрез аерофотоснимки, на базата на които е картиран от норвежката антарктическа експедиция (1936 – 37), ръководена от Ларс Кристенсен.